# Dada-tournee

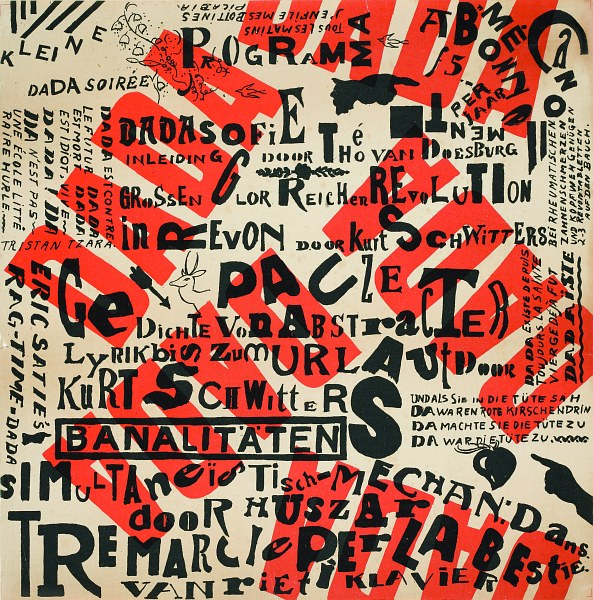
Affiche Kleine Dadasoirée. 1922. Utrecht, Centraal Museum. De versie voor de Haagse avond op 10-1-1923 wijkt in de rechterbovenhoek af.

De Dada-tournee, ook Dada-veldtocht genoemd, was een reeks van dadaïstische voorstellingen, die georganiseerd werd door Theo van Doesburg, Kurt Schwitters, Nelly van Moorsel en Vilmos Huszár. De Dada-tournee vond plaats van 10 januari tot en met 14 februari 1923 op acht verschillende locaties in Nederland.

## Geschiedenis

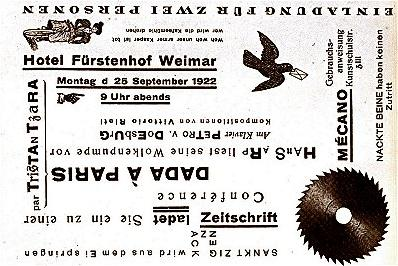
Uitnodiging dada-avond Hotel Fürstenhof, Weimar, 25 september 1922.

Het idee voor de Dada-tournee ontstond zomer 1922 toen Vilmos Huszár een bezoek bracht aan Theo van Doesburg in Duitsland. Van 25 tot en met 29 september 1922 organiseerde Van Doesburg drie dadaïstische voorstellingen in de steden Weimar, Jena en Hannover, die bestonden uit voordrachten, muzikaal omlijst door zijn toenmalige partner Nelly van Moorsel. Teruggekomen in Nederland besloot hij in Den Haag een eenmalig Dada-congres te organiseren, waarvoor hij verschillende dadaïstische kopstukken uitnodigde, waaronder Hans Arp, Raoul Hausmann, Francis Picabia, Georges Ribemont-Dessaignes en Tristan Tzara. Alleen de uit Hannover afkomstige Kurt Schwitters stemde in. Hij moest die winter toch in Rotterdam zijn, vanwege een tentoonstelling bij kunstenaarsvereniging De Branding. Op aanraden van Huszár werd vervolgens besloten geen eenmalig congres te organiseren, maar op tournee te gaan. Volgens Huszár was het oorspronkelijke doel om te demonstreren wat de grote dadaïsten in het buitenland hadden bereikt op het gebied van de toneelkunst en in het bijzonder de decoratieve en beeldende kant daarvan. Het uiteindelijke programma bestond echter voornamelijk uit voordrachten en moderne muziek.

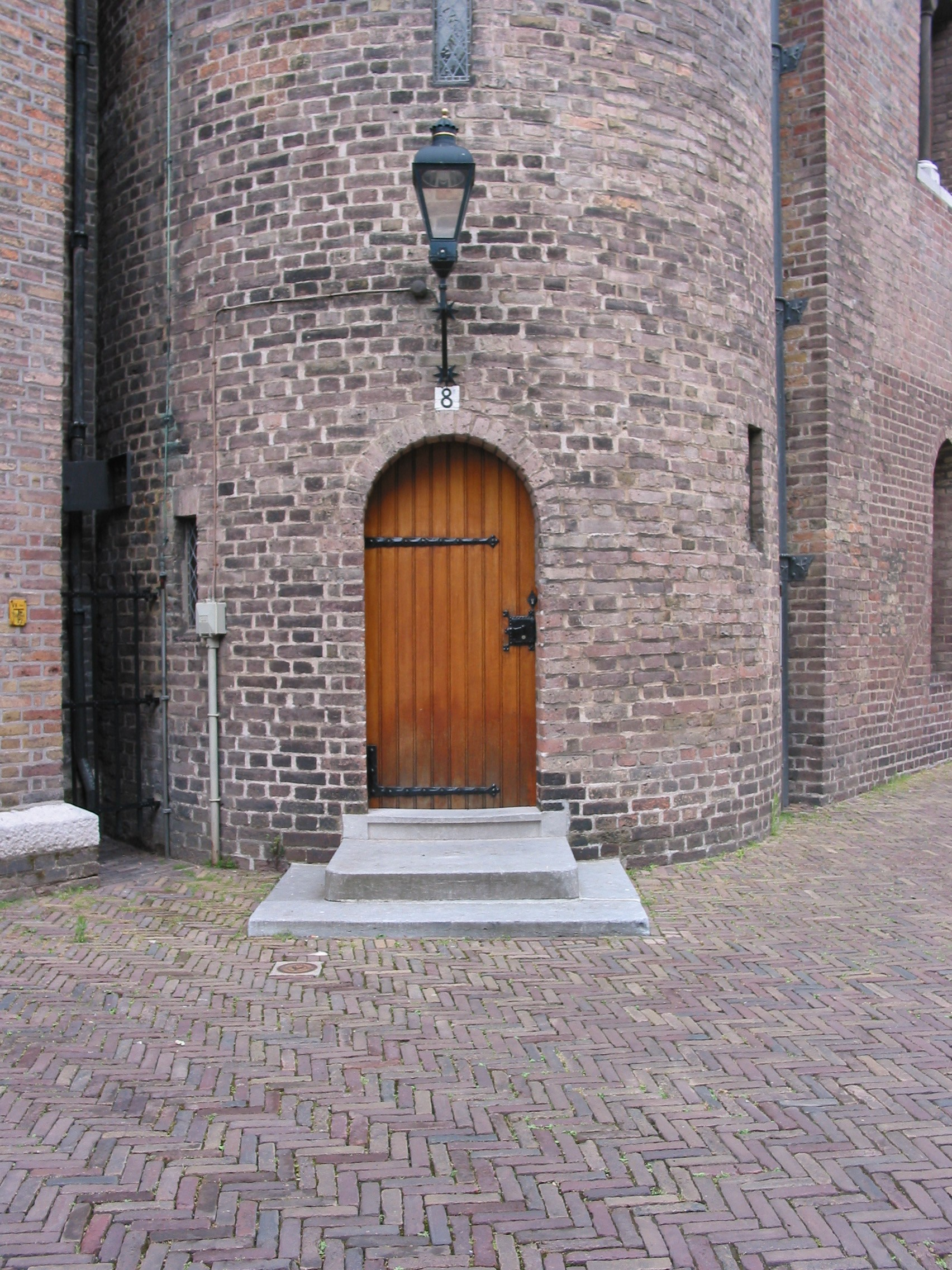
Binnenhof 8, Den Haag

## De tournee
De tournee bestond uit een reeks avondvoorstellingen (Dada soirées) en één middagvoorstelling (Dada matinée) op acht locaties, voornamelijk in het westen van het land. De eerste voorstelling was gepland op woensdag 27 december 1922 in het toenmalige onderkomen van de Haagsche Kunstkring aan het Binnenhof in Den Haag. Door problemen met zijn paspoort kwam Schwitters echter pas op 5 januari 1923 in Nederland aan. In plaats van een dada-avond hield Van Doesburg toen een lezing over moderne literatuur, droeg hij gedichten voor van I.K. Bonset en speelde Nelly van Moorsel pianostukken van Josef Matthias Hauer en Jakob van Domselaer. De eerste voorstelling met Schwitters en Huszár vond op 10 januari plaats, eveneens aan het Binnenhof, en de tweede op 11 januari in Zaal Rosehaghe in Haarlem. Vanwege het succes van deze twee avonden besloot Van Doesburg ook in Amsterdam een voorstelling te geven. Op 12 januari stelden De Onafhankelijken een zaal ter beschikking. Deze voorstelling was gepland op 16 januari in Hotel Parkzicht, maar zou uiteindelijk op 19 januari in theater Bellevue plaatsvinden.
Vanaf dat moment liet Van Doesburg de dada-voorstellingen door een erkend theaterbureau organiseren. Dit Intern. Concert- en Theaterbureau De Haan & Co. (toen Papestraat 5a, Den Haag) betaalde de deelnemers van de tournee echter niet uit, waardoor het aanvankelijke succes ongedaan gemaakt werd. Op 6 februari braken de deelnemers met het theaterbureau. De laatste dada-avond vond plaats op 14 februari in Leiden.

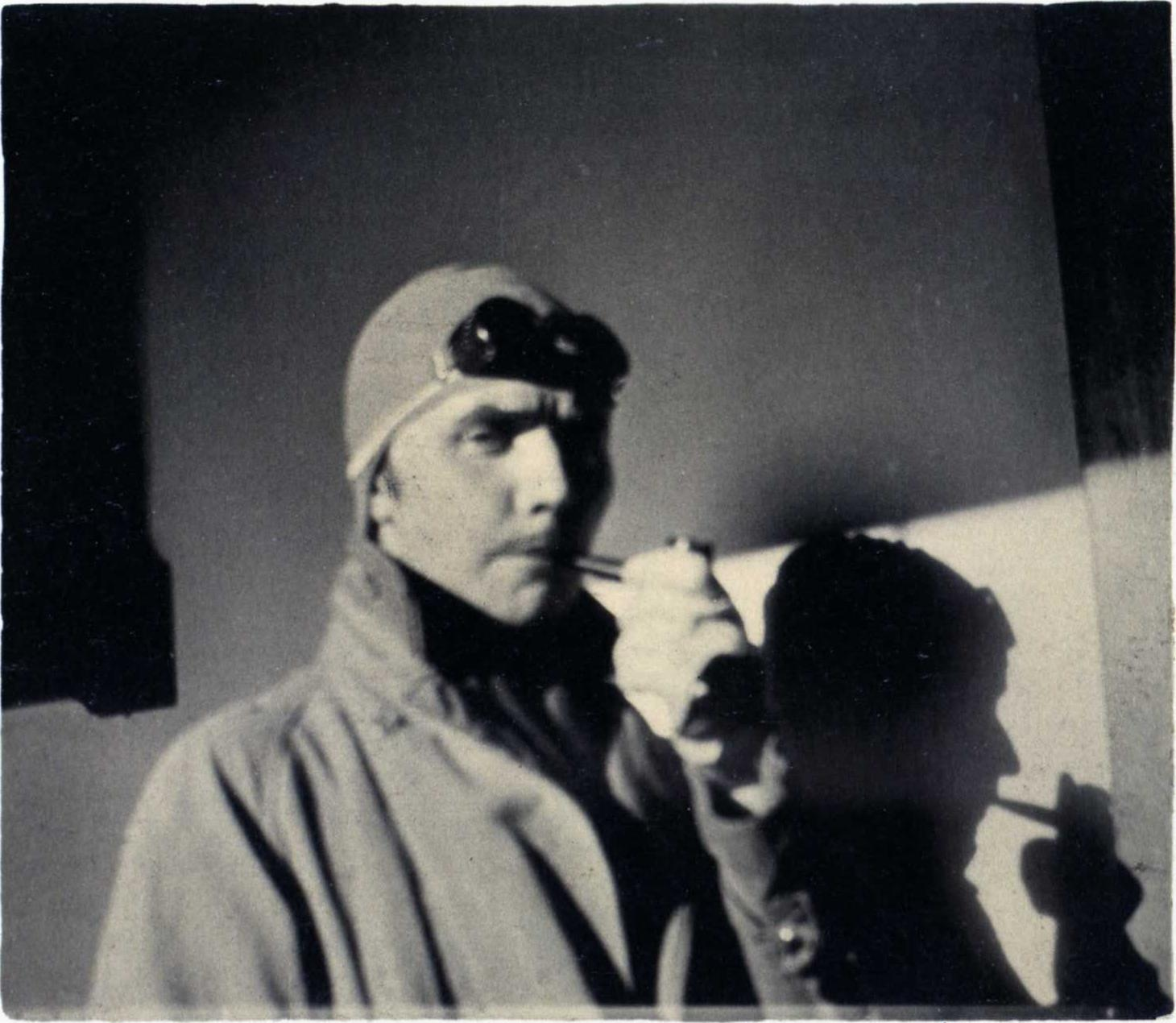
Nelly van Moorsel.
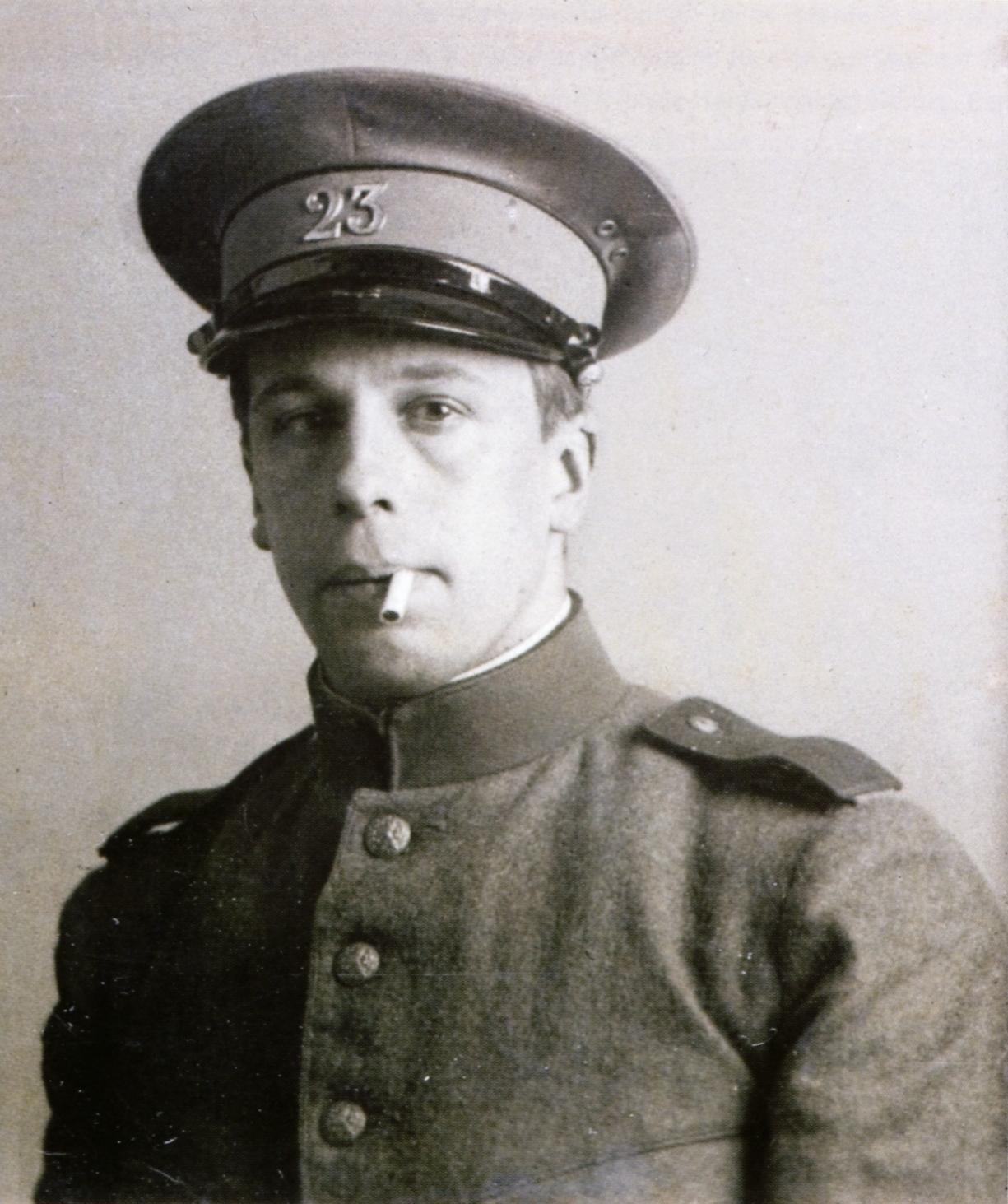
Theo van Doesburg.
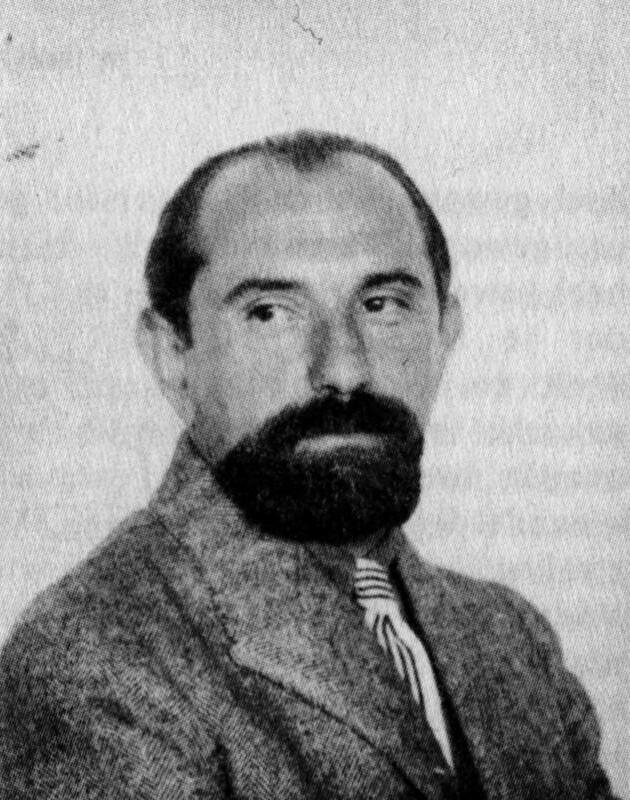
Vilmos Huszár.
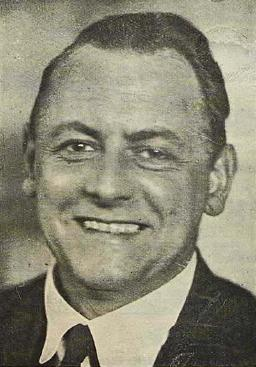
Kurt Schwitters.

## Deelnemers
Nelly van Moorsel was de enige deelnemer aan de tournee, die zich, als Pétro van Doesburg, dadaïst(e) noemde. Vilmos Huszár was immers De Stijl, Theo van Doesburg liet zijn dadaïstische activiteiten over aan zijn alter ego’s I.K. Bonset en Aldo Camini en Kurt Schwitters ontwikkelde, na in 1918 door de Berlijnse ‘Club Dada’ te zijn afgewezen, zijn eigen variant op het dadaïsme die hij Merz noemde. Van Doesburg legde deze paradox tijdens de dada-avond in Rotterdam op 31 januari 1923 als volgt uit:

Alles is dada. Slechts de dadaïsten zijn niet dada. Wanneer immers de dadaïsten dadaïsten waren, dan zouden de dadaïsten geen dadaïsten zijn.
— Aangehaald in Anoniem (1 februari 1923)
‘Dada’, Nieuwe Rotterdamsche Courant.

## Programma

### Dadasofie
Voorafgaand kon het publiek een ‘dadaïstisch bedrukt programma’ kopen. Op een typische Dada-avond werden eerst alle lichten gedoofd, zodat alleen een geheel in het zwart geklede Theo van Doesburg met een witte das en witte sokken, zittend op een sofa en beschenen door een schemerlamp te zien was, die de lezing 'Dadasofie' hield uit de brochure Wat is Dada? Halverwege deze lezing stond Schwitters vanuit het publiek op en begon allerlei geluiden te maken. Tijdens de eerste voorstelling, in Den Haag, waren dat dierengeluiden; de volgende avond, in Haarlem, snief hij een aantal keer zijn neus. Van Doesburg ging daarop onverstoorbaar door met zijn lezing en droeg een gedicht van I.K. Bonset voor.

### Treurmars voor een krokodil
Vervolgens betrad Nelly van Moorsel, die tijdens de lezing een soort tableau vivant verbeeld had, het toneel en speelde het pianostuk Marcia nuziale per un coccodrillo van de Italiaanse componist Vittorio Rieti uit de Tre Marcie per le Bestie (Drie marsen voor de dieren).

### [Ursachen und Beginn der] großen glorreichen Revolution in Revon
Hierna las Schwitters een verhaal voor over hoe een man, door enkel stil te staan, een revolutie ontketent in de vrijstaat Revon, het omgekeerde achterste deel van zijn woonplaats Hannover.

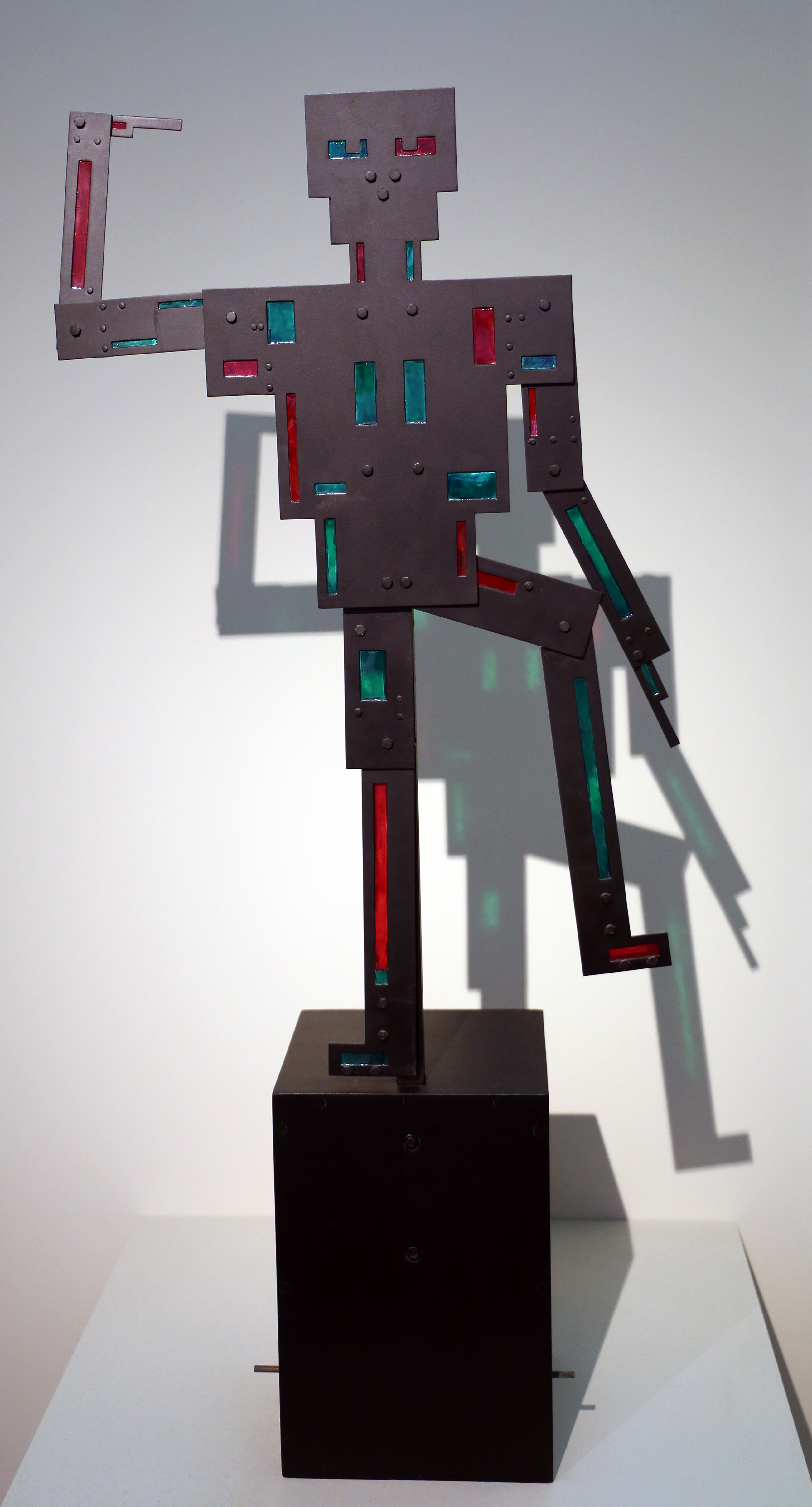
Vilmos Huszárs Simultaneïstisch-méchanische dansfiguur. 1920 (ontwerp), ca. 1984-1985 (reconstructie). Den Haag, Kunstmuseum Den Haag.

### Rouwmars voor een vogeltje
De tweede mars voor de dieren die Van Moorsel speelde was de Marcia funebre per un uccelino (Rouwmars voor een vogeltje).

### Gedichte von abstracter Lyrik bis zum Urlaut
Vervolgens droeg Schwitters, gewapend met een gong, zijn bekende gedicht 'An Anna Blume'. voor. Omdat het publiek echter weinig of geen Duits verstond, droeg hij ook een aantal 'abstracte gedichten' voor, zoals de cijfergedichten 'Drei', 'Zwölf' en '12' en het gedicht 'Z A (elementar)', waarin hij de letters van het alfabet achterstevoren opnoemde.

### Simultaneïstisch-méchanische dans
Daarna verscheen op een wit scherm een door Vilmos Huszár ontworpen, hoekige, aluminium, wajangachtige pop, die telkens een arm of been optilde. Huszár omschreef zijn pop als volgt: "Deze mechanische dansfiguur verschijnt op een wit doek als schaduw (schim). De vlakken op de figuur zijn doorzichtig, groen en rood. De beweging geschiedt van achter onder de plank, door middel van toetsen (er zijn er tien), die verbonden zijn door snaren. Elke beweging is rechthoekig berekend, en er is niets toevalligs bij. Het hoofd kan ook naar rechts draaien. De bedoeling is bij elken stand een beeldende compositie te geven, en de tusschenruimten op het fond in die compositie op te nemen". De dans werd begeleid met 'claxon- en houtbegeleiding' door Schwitters en Van Moorsel.

### Militaire mars voor de mieren
Vervolgens speelde Van Moorsel de derde mars voor de dieren van Rieti, de Marcia militare per le formiche (Militaire mars voor de mieren).

### Rag-Time-Dada
De avond werd afgesloten met het stuk 'Rag Time Parade' van Erik Satie, uit 1917, dat voor de gelegenheid was omgedoopt tot 'Rag-Time-Dada' of 'Dada-Rag-Time'. Na afloop van de bijeenkomst kon het publiek voor 25 cent de brochure Wat is Dada? van Theo van Doesburg kopen.

## Tourdata
| Datum                            | Tijd     | Deelnemers                                    | Locatie                              | Plaats                 | Organisatie                                                                                       | Afbeelding(en)                                          |
| -------------------------------- | -------- | --------------------------------------------- | ------------------------------------ | ---------------------- | ------------------------------------------------------------------------------------------------- | ------------------------------------------------------- |
| Wo. 27 december 1922             | Avond    | Van Doesburg, Van Moorsel                     | Rolzaal, Binnenhof 8                 | Den Haag               | Haagsche Kunstkring                                                                               |                                                         |
| Wo. 10 januari 1923              | Avond    | Van Doesburg, Van Moorsel, Huszár, Schwitters | Rolzaal, Binnenhof 8                 | Den Haag               | Haagsche Kunstkring                                                                               |                                                         |
| Do. 11 januari                   | Avond    | Van Doesburg, Van Moorsel, Huszár, Schwitters | Zaal Rosehaghe                       | Haarlem                | Hans de Bock, Herman Kruyder, Han van Loghem, Theo van Reijn, Job Steynen en Otto van Tussenbroek |                                                         |
| Vr. 19 januari                   | Avond    | Van Doesburg, Van Moorsel, Huszár, Schwitters | Bellevue                             | Amsterdam              | De Onafhankelijken                                                                                |                                                         |
| Do. 25 januari                   | Avond    | Van Moorsel, Schwitters                       | Luxor Theater                        | Den Bosch              | Frits Kleinbloesem                                                                                |                                                         |
| Za. 27 januari                   | Avond?   | Van Moorsel, Schwitters                       | Bioscoop Besterds Belang             | Tilburg                | waarschijnlijk Antony Kok                                                                         |                                                         |
| Zo. 28 januari                   | Middag   | Van Doesburg, Van Moorsel, Huszár, Schwitters | Diligentia                           | Den Haag               |                                                                                                   |                                                         |
| Ma. 29 januari                   | Avond    | Van Doesburg, Van Moorsel, Schwitters         | Gebouw voor Kunsten en Wetenschappen | Utrecht                |                                                                                                   |                                                         |
| Wo. 31 januari                   | Avond    | Van Doesburg, Van Moorsel, Schwitters         | Salon Doele                          | Rotterdam              |                                                                                                   |                                                         |
| Za. 3 februari                   | Avond    | Van Doesburg, Van Moorsel, Huszár, Schwitters | Diligentia                           | Den Haag               |                                                                                                   | Advertentie in Het Vaderland van 30 januari 1923        |
| Di. 6 februari                   | Avond    | Van Doesburg, Van Moorsel, Schwitters         | Salon Doele                          | Rotterdam              |                                                                                                   | Advertentie in de NRC van 5 februari 1923               |
| Do. 8 februari                   | Avond    |                                               | Concordia                            | Bussum                 | niet doorgegaan                                                                                   |                                                         |
| Vr. 9 februari                   | Avond    |                                               | Gebouw voor Kunsten en Wetenschappen | Utrecht                | niet doorgegaan                                                                                   |                                                         |
| Wo. 14 februari                  | Avond    | Van Doesburg, Van Moorsel, Huszár, Schwitters | Leidse Schouwburg                    | Leiden                 |                                                                                                   | Advertentie in de Leidsche Courant van 13 februari 1923 |
| onbekend                         | onbekend |                                               | Koningszaal, Artis                   | Amsterdam              | mogelijk een vergissing                                                                           |                                                         |
| onbekend                         | onbekend |                                               | onbekend                             | Gorredijk (Fr.)        |                                                                                                   |                                                         |
| onbekend                         | onbekend |                                               | onbekend                             | Maarssen (bij Utrecht) |                                                                                                   |                                                         |
| onbekend                         | onbekend |                                               | Volksuniversiteit                    | Breda                  | niet doorgegaan                                                                                   |                                                         |
| Extra tijdens en na de veldtocht |          |                                               |                                      |                        |                                                                                                   |                                                         |
| Ma. 22 januari                   | Avond    | Van Doesburg, Schwitters                      | Delftse studentensociëteit "Phoenix" | Delft                  | Delftsche Studenten Debating-Club                                                                 |                                                         |
| Ma. 12 maart                     | Avond    | Van Doesburg, Van Moorsel, Huszár, Schwitters | Lili Green's dansinstituut           | Den Haag               |                                                                                                   |                                                         |
| Wo. 28 maart                     | Avond    | Van Doesburg                                  | Volksgebouw                          | Den Haag               | Sociaal-Anarchistische Jongeren-organisatie                                                       |                                                         |
| Woe. 4 april                     | Avond    | Van Moorsel                                   | Lili Green's dansinstituut           | Den Haag               |                                                                                                   |                                                         |
| Vr. 13 april                     | Avond    | Schwitters                                    | Hotel de Phoenix                     | Drachten               |                                                                                                   |                                                         |

## Reactie van het publiek
Behalve de in 1920 in Amsterdam opgerichte 'dada-centrale in Holland' door Citroen-Dada (Paul Citroen) en John Bloomfield (Erwin Blumenfeld), die echter nauwelijks betekenis had, en een paar losse dada-soirees omstreeks die tijd, had het Nederlandse publiek weinig of geen kennis met het dadaïsme kunnen maken. Het publiek kwam dus tamelijk onbevangen naar de eerste dada-soiree in Den Haag. Volgens Huszár moest het viertal er maar eens flink op losgaan, om het ‘koele en nuchtere’ (lees: Hollandse) publiek ‘van hun kalmte te halen’. En zo geschiedde. Toen Schwitters die avond onder de inleidende lezing van Van Doesburg vanuit de zaal begon te blaffen was het publiek geschokt. ‘In der Erregung wurden einige ohnmächtig und mussten herausgetragen werden’, schreef Schwitters in 1946 aan Raoul Hausmann. Het feit dat de pers er schande van sprak, zorgde er echter voor dat iedereen erbij wilde zijn. Theater Bellevue in Amsterdam was afgeladen en men betaalde hoge prijzen om binnen te komen. Ook was het publiek de overige avonden bedacht op provocatie, wat voor veel tumult zorgde. 'Die Arbeiter und Studenten [in Amsterdam?] sangen holländische Gesänge, die Studenten luden uns ein (...) um über Dada zu diskutieren', aldus Schwitters. Tijdens Van Doesburgs voordracht begon het publiek zelf al te blaffen, te kraaien en te miauwen, waardoor Schwitters in Amsterdam zijn mond maar hield. Eveneens in Amsterdam werd Nelly van Moorsel onder luid gebrul een boeket aangeboden en Huszárs 'Simultaneïstisch-méchanische dans' door een 'Hup Ajax!' beantwoord. 'Es war ein gewaltiger Moment in Utrecht, als plötzlich das Publikum aufhörte, Publikum zu sein. Eine Bewegung wie Würmer durchwogte den Leichnam des verschiedenen Publikums. Auf die Bühne (het toneel) kamen Würmer gekrochen. Ein Mann mit Zylinderhut und Gehrock verlas ein Manifest. Ein gewaltiger alter Lorbeerkranz vom Friedhofe, verrostet und verwittert, wurde für dada gespendet. Eine ganze Groentenhandlung etablierte sich op het toneel. Wir konnten uns eine Zigarette anzünden und zusehen, wie unser Publikum statt unser arbeitete. Es war ein erhabener Augenblick. Unser Beweis [dat het publiek dada was] war komplett'. Het Utrechtse optreden was daarom voor hem 'das schönste Erlebnis' tijdens de tournee, 'ein beispielloser dadaistischer Triumph.'
Een ooggetuigenverslag, gepubliceerd in Het Vaderland van 4 februari, luidt: "Gisteravond hebben we in Diligentia nog eens een Dadaavond [sic] gehad. We hebben weer gebruld en gekrijscht, onverschillig of Heine gereciteerd werd, Mendelsohn gespeeld werd, of onzin uitgestooten. We hebben Huszár voor Landru uitgescholden, van Doesburg voor Broekhuijs en diens vrouw [sic] gemeenheden toegevoegd. We hebben gehuild en gejengeld, geblèrd en stommiteiten verkocht, kroegbazen- en boksergrappen gelanceerd, alles om maar te bewijzen dat wij niet dada zijn. We hebben zoo’n helsch en volmaakt onzinnig spektakel gemaakt, dat het nu wel zonneklaar bewezen is, dat wij nog bij ons volle verstand zijn; dat is dus in orde".

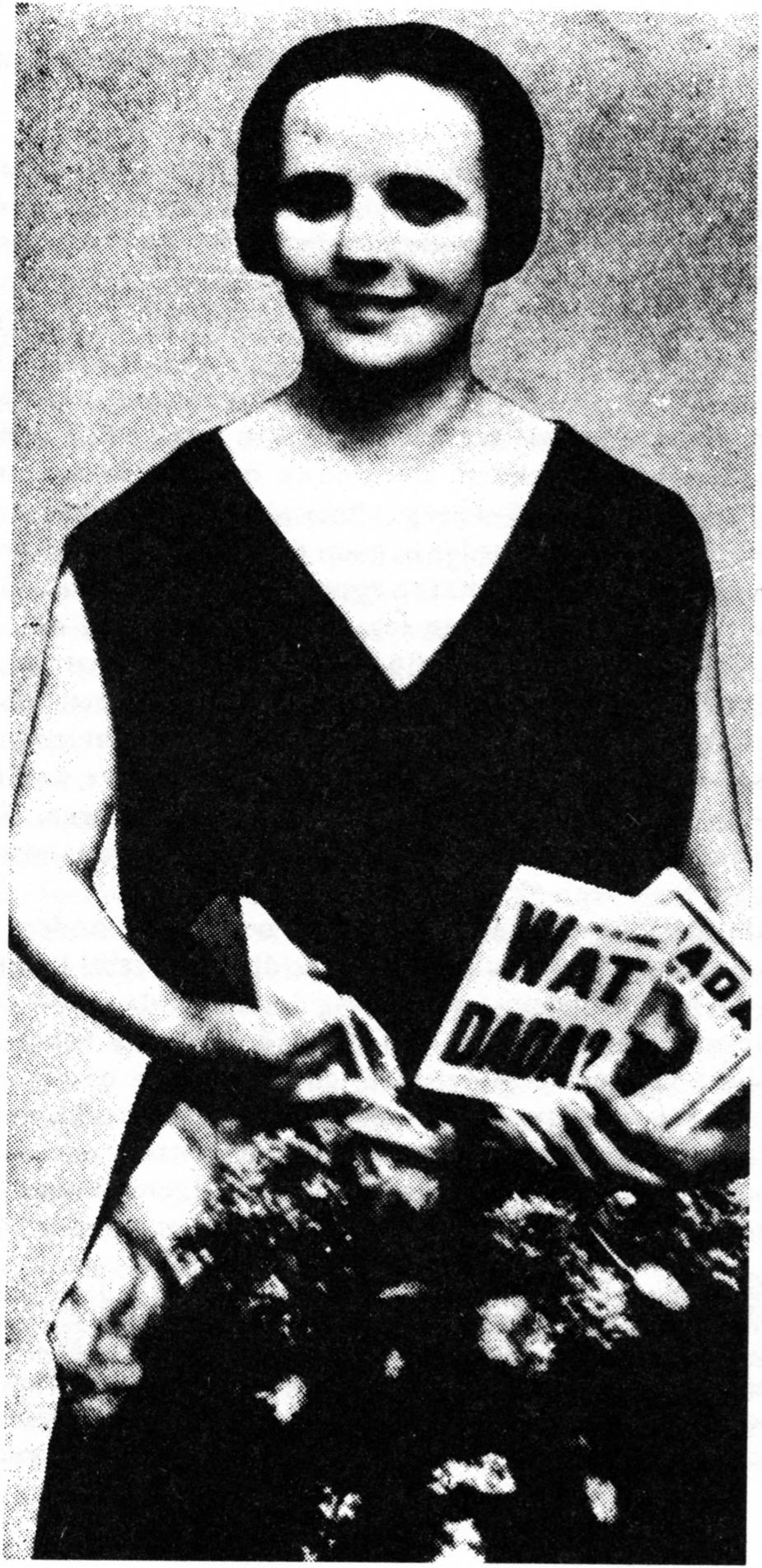
Nelly van Doesburg tijdens de Dada Soirée in Amsterdam, 19 januari 1923.

## Reactie van de pers
De pers sprak schande van de Dada-tournee. L.J. Jordaan schreef op 27 januari 1923 in het geïllustreerde weekblad Het Leven over Van Doesburg: “Wat is Dada? “Dada is de schrik van den club-fauteuil-bourgeois, van den kunstcriticus, van den artist, van den konijnenfokker, van den hottentot. Dada is een gezicht. Dada wil geleefd zijn. Dada is de sterkste negatie van alle cultureele waarde-bepalingen, dada is” ... enfin, met dezen snorkenden nonsens ging de Hollandsche inleider van den glorieuzen Dada-avond nog ’n half uurtje door en eindigde met de ironische vraag aan ’t publiek: “Weet U nu wat Dada is?” Ik betwijfel ’t! Want hij verzuimde eenige der meest interessante kwalificaties van Dada op te sommen. Hij zei b.v. niet: “Dada is ’n kolossaal boerenbedrog.” “Dada is ’n dood-ordinaire geldklopperij.” “Dada is ’n hoon en ’n vernedering van alle geachte aanwezigen.” “Dada is een grof-betaalde clownerie - ’n brutale aanval op uw Hollandsche guldens!” en over Schwitters: “Op ’t tooneel? O, ja da’s waar - daar stond een zekere heer Kurt Schwitters en sprak wartaal. ’t Interesseerde echter niemand - en hijzelf citeerde z’n nonsens met ’n dood-ernstig en zelfs eenigszins melancholiek gezicht. Hij zal eerst gelachen hebben, vermoed ik, toen-ie de recette van Hollandsche guldens natelde”.
De Christelijke Amsterdammer schreef op 31 januari: "Maar waarom zouden we de voorbeelden vermenigvuldigen, terwijl we ze vlak bij, in onze eigen kring en in ons eigen hart voor het grijpen hebben. Hoeveel gedachten in ons leven zijn dwaze gedachten, hoeveel woorden dwaze woorden, hoeveel daden waanzinnige daden? Wanneer christenen die éénzelfden Heiland volgen, onder elkâar twisten en ‘ketteren’ over bijkomstigheden, in plaats van met één hart en één ziel zich op te maken om de brandende wereld te redden, is dat dan soms verstandig? Neen we willen niet spotten met de Dadaïsten zonder de hand te steken in eigen besmetten boezem!
Daar zit een leelijke Dadaïst in ons aller hart!"

## Gevolgen
De dada-tournee werd dus met name georganiseerd door personen die zichzelf juist geen dadaïsten noemden. Schwitters schreef in een tussenbalans van de tournee dat hij het publiek een spiegel wilde voorhouden, waarin het kon zien hoe 'stijlloos' en 'dada' het was, en door de spontane reactie van zowel pers als publiek vond hij dat hij daar zeer in was geslaagd. 'Unser Publikum gab der Bewegung die Richtung. Wir spiegelten und waren das Echo des vor uns in dadaistischer Begeisterung lärmenden Publikums. Und nun erkennen Sie, weshalb wir den Dadaismus nicht wollen. Der Spiegel, der Dein wertes Antlitz empört zurückweist und hinwegspiegelt, dieser Spiegel will Dich nicht, er will das Gegenteil. Und wir wollen den Stil. Wir spiegeln dada, weil wir den Stil wollen. Darum sind wir die Träger der dadaistischen Bewegung. Aus Liebe zum Stil setzen wir unsere ganze Kraft ein für die dadaistische Bewegung'.
De neerlandicus en Dada-kenner Marco Entrop noemt de dada-tournee in het radioprogramma O.V.T. echter 'mosterd na de maaltijd' (zie Externe link). Dada was toen immers over haar hoogtepunt heen en in Parijs had het dadaïsme zich inmiddels ontwikkeld in het surrealisme. Toch was het in Nederland het eerste in zijn soort en zijn latere kunstenaars als Wim T. Schippers met zijn toneelstuk 'Going to the dogs' uit 1986, waar de pers ook schande van sprak, volgens Entrop, schatplichtig aan Dada te noemen.
Negentig jaar na dato, op 20 oktober 2013, bracht de Vereniging Oud-Utrecht ter opluistering van haar eigen 90-jarig bestaan een eenmalige opvoering van een zo getrouw mogelijke reconstructie van de Utrechtse dada-soirée in 1923 - inclusief de interruptie met het befaamde 'huldeblijk' aan Schwitters tijdens de voorstelling.